# Николаевка (Базарносызганский район)
Николаевка — деревня в Базарносызганском районе Ульяновской области. Входит в состав Должниковского сельского поселения.

## География
Населённый пункт расположен на правом берегу реки Сызганка в 10 километрах к западу от рабочего посёлка Базарный Сызган — административного центра района. Расстояние до Ульяновска — 134 километра.

### Часовой пояс
Николаевка, как и вся Ульяновская область, находится в часовой зоне МСК+1. Смещение применяемого времени относительно UTC составляет +4:00.

## Население
| 2010 |
| ---- |
| 7    |

По учёту 1913 года в Николаевке насчитывалось 36 дворов, 158 жителей. Население деревни в 1996 году — 14 человек, русские.
На 2024 год в деревне отсутствует постоянное население.

## Инфраструктура
В деревне расположена всего одна улица: Лесная.